# Picaflors de cor sagnant
El picaflors de cor sagnant (Prionochilus percussus) és una espècie d'ocell de la família dels dicèids (Dicaeidae) que habita boscos de la Península Malaia, Sumatra, Borneo, illes Natuna i Java.